# Bobby Hutchins
Robert E. Hutchins, detto Bobby (Tacoma, 29 marzo 1925 – Merced, 17 maggio 1945) è stato un attore statunitense, noto per aver recitato nella serie cinematografica Simpatiche canaglie dal 1927 al 1933 nei panni del personaggio di "Wheezer".

## Biografia
Hutchins cominciò a recitare nelle Simpatiche canaglie nel 1927, nel cortometraggio muto Baby Brother, e continuò a recitare fino al 1933, quando all’età di 8 anni si ritirò dalle scene.
Dopo aver frequentato una scuola pubblica a Tacoma, sua città di provenienza, nel 1943, a 18 anni, si arruolò nelle United States Army Air Forces, con l’obiettivo di diventare pilota.
Morì a soli 20 anni in un incidente aereo mentre cercava di far atterrare il suo North American T-6 Texan nell’aeroporto di Merced, durante un allenamento. Rimase ferito anche il pilota dell’aereo con cui si scontrò, che tuttavia sopravvisse. Si sarebbe laureato solo una settimana dopo. Fu sepolto al Parkland Lutheran Cemetery, a Tacoma.

## Riconoscimenti
- Young Hollywood Hall of Fame (1930's)